# Temperatura
Temperatura je ena izmed osnovnih fizikalnih veličin in termodinamičnih spremenljivk, ki določa toplotno stanje teles. Merimo jo s termometrom. Temperaturo lahko vpeljemo kot količino, ki je sorazmerna prostornini plina pri stalnem tlaku, npr. v plinskem termometru. Temperatura ne more prehajati iz telesa na telo, ampak prehaja toplota, pri tem pa se temperaturi teles izenačujeta.
Vpeljemo jo lahko tudi kot količino, s katero je sorazmerna prenesena toplota pri Carnotovem toplotnem stroju - to je tako imenovana termodinamična definicija.

## Merjenje temperature
Pojem temperature iz vsakdanjega življenja dobro poznamo in zdi se nam, da imamo občutek zanjo. Do neke mere si pri določanju, kaj je topleje in kaj hladneje, res lahko pomagamo s svojimi čutili. Včasih pa nas ta zavedejo - ko stojimo na ploščicah v kopalnici, nas zebe v noge, če se prestopimo na preprogo, pa ne. V resnici so ploščice in preproga v toplotnem ravnovesju in imajo isto temperaturo, ploščice pa se nam zdijo hladnejše zato, ker hitreje odvajajo toploto iz naših nog. Za objektivno določanje temperature zato uporabljamo termometre. Ti za merjenje temperature uporabljajo temperaturno odvisnost neke lastnosti snovi (npr. prostornine, električne prevodnosti ipd.)
Vrste termometrov:
- plinski termometer
- živosrebrni termometer
- kovinski termometer
- uporovni termometer

## Zaznavanje temperature
Omenili smo že, da lahko vročino in mraz zaznavamo. Zaznavanje vročine in mraza je povezano s čutnicami v koži. Raziskave so pokazale, da so za občutek vročega odgovorne druge čutnice kot za občutek hladnega.
Zaznavanje temperature je povezano z zaznavanjem bolečine. Pri 34 °C, kolikor je srednja kožna temperatura, ne občutimo ne mraza ne vročine. Segrevanje ali ohlajevanje privede prek občutkov naraščajoče vročine oziroma mraza v obeh skrajnih primerih – meji sta pri okrog 15 °C in 45 °C – do občutka bolečine. Občutek vročega ali hladnega je razen od temperature same odvisen tudi od tega, kako hitro spreminjamo temperaturo, ter kako velik del telesa je izpostavljen temperaturni spremembi. Slednje je povezano z gostoto čutnic po telesu. Njihova površinska gostota je največja na ustnicah (15-20 čutnic za mraz na kvadratni centimeter), precej velika na obrazu, prsih in trebuhu, zelo majhna pa denimo po dlani (1-5 čutnic za mraz na kvadratni centimeter). Nasploh imamo čutnic za mraz 5-10 krat več kot čutnic za vročino. Zaznavanje vročine in mraza prenašajo tako »počasni« živčni končiči tipa C brez mielinske ovojnice, kot tudi »hitri« živčni končiči tipa Aδ s tanko mielinsko ovojnico.
Od leta 1997 dalje je zaznavanje vročine in mraza pojasnjeno tudi na molekularni ravni. Tega leta so določili zaporedje DNK za prekomembranski receptor VR1, ki prične pri temperaturah nad 43 °C prepuščati kalcijeve ione. V naslednjih letih so določili zaporedji še za podobna receptorja VRL-1, ki se odziva na temperature nad 50 °C, ter VRL-3, ki se odziva na temperature nad 33 °C. Marca 2002 pa so izolirali še protein CMP1 oziroma TRPM8, ki se obnaša kot receptor za mrzlo. Zanimivo je, da se receptor za mraz obenem odziva tudi na mentol, receptor za vročino pa na kapsaicin, kar pojasni »hladen« oziroma »vroč« občutek, ki ga dajejo poprova meta in feferoni.

## Temperaturne lestvice
Temperaturne lestvice se med seboj razlikujejo na dva načina: izbira točke 0 stopinj in obseg posamezne enote ali stopinje na lestvici. V večjem delu sveta se za meritve temperature uporablja Celizijeva temperaturna lestvica (°C). 
Poznamo več temperaturnih lestvic:
- Celzijeva temperaturna lestvica - 0 °C ustreza tališču ledu, 100 °C pa vrelišču vode (pri standardnem atmosferskem tlaku)[1].
- Kelvinova temperaturna lestvica (absolutna temperaturna lestvica) - ne pozna negativnih vrednosti; ničlo v tej lestvici sovpada z absolutno ničlo[1].
- Fahrenheitova temperaturna lestvica - za ničlo svoje lestvice je Fahrenheit vzel najnižjo temperaturo, ki jo je lahko ponovljivo dosegel z mešanico ledu in soli (0 ºF) , kot drugo umeritveno točko pa je vzel temperaturo človeškega telesa (96 ºF). 96 pa je izbral najbrž zaradi tega, ker je deljivo z 2,3,4,6,8 in 12.[2].
- Rankinova temperaturna lestvica
- Réaumurjeva temperaturna lestvica - ničlo ima pri tališču ledu pri običajnem atmosferskem tlaku in 80º pri vrelišču vode pri enakih pogojih.

Spodnja tabela prikazuje formule za pretvorbo temperature v Celzijevo lestvico in iz nje.
|            | iz Celzij                    | v Celzij                     |
| ---------- | ---------------------------- | ---------------------------- |
| Fahrenheit | [°F] = [°C] × 9⁄5 + 32       | [°C] = ([°F] − 32) × 5⁄9     |
| Kelvin     | [K] = [°C] + 273,15          | [°C] = [K] − 273,15          |
| Rankine    | [°R] = ([°C] + 273,15) × 9⁄5 | [°C] = ([°R] − 491,67) × 5⁄9 |
| Delisle    | [°De] = (100 − [°C]) × 3⁄2   | [°C] = 100 − [°De] × 2⁄3     |
| Newton     | [°N] = [°C] × 33⁄100         | [°C] = [°N] × 100⁄33         |
| Réaumur    | [°Ré] = [°C] × 4⁄5           | [°C] = [°Ré] × 5⁄4           |
| Rømer      | [°Rø] = [°C] × 21⁄40 + 7,5   | [°C] = ([°Rø] − 7,5) × 40⁄21 |

Seznam nekaterih pogosto uporabljanih temperatur z vrednostmi, ki so izražene z različnimi temperaturnimi lestvicami:
| Opis                                            | Kelvinova | Celzijeva | Fahrenheitova | Rankinova | Delisleova | Newtonova | Réaumurjeva | Rømerjeva |
| ----------------------------------------------- | --------- | --------- | ------------- | --------- | ---------- | --------- | ----------- | --------- |
| Absolutna ničla                                 | 0         | -273,15   | -459,67       | 0         | 559,725    | -90,14    | -218,52     | -135,90   |
| Fahrenheitova mešanica leda in soli             | 255,37    | -17,78    | 0             | 459,67    | 176,67     | -5,87     | -14,22      | -1,83     |
| Tališče ledu/ledišče vode (pri normalnem tlaku) | 273,15    | 0         | 32            | 491,67    | 150        | 0         | 0           | 7,5       |
| Temperatura človeškega telesa                   | 310,15    | 37        | 98,6          | 558,27    | 94,5       | 12,21     | 29,6        | 26,925    |
| Vrelišče vode                                   | 373,15    | 100       | 212           | 671,67    | 0          | 33        | 80          | 60        |
| Tališče titana                                  | 1941      | 1668      | 3034          | 3494      | -2352      | 550       | 1334        | 883       |